# Тираспольський об'єднаний музей
Тираспольський об'єднаний музей — муніципальний заклад культури у місті Тирасполь, столиці Придністровської Молдавської Республіки. Виник шляхом злиття в одну структурну установу тираспольських музеїв, що існували ще з радянських часів, що становлять пам'ятки міста: історико-краєзнавчого музею, будинки-музею академіка М. Д. Зелінського, музею штабу кавбригади Г. І. Котовського, картинної галереї та музею історії Тираспольської фортеці Директор Тираспольського об'єднаного музею — А. А. Мельничук.

## Історія

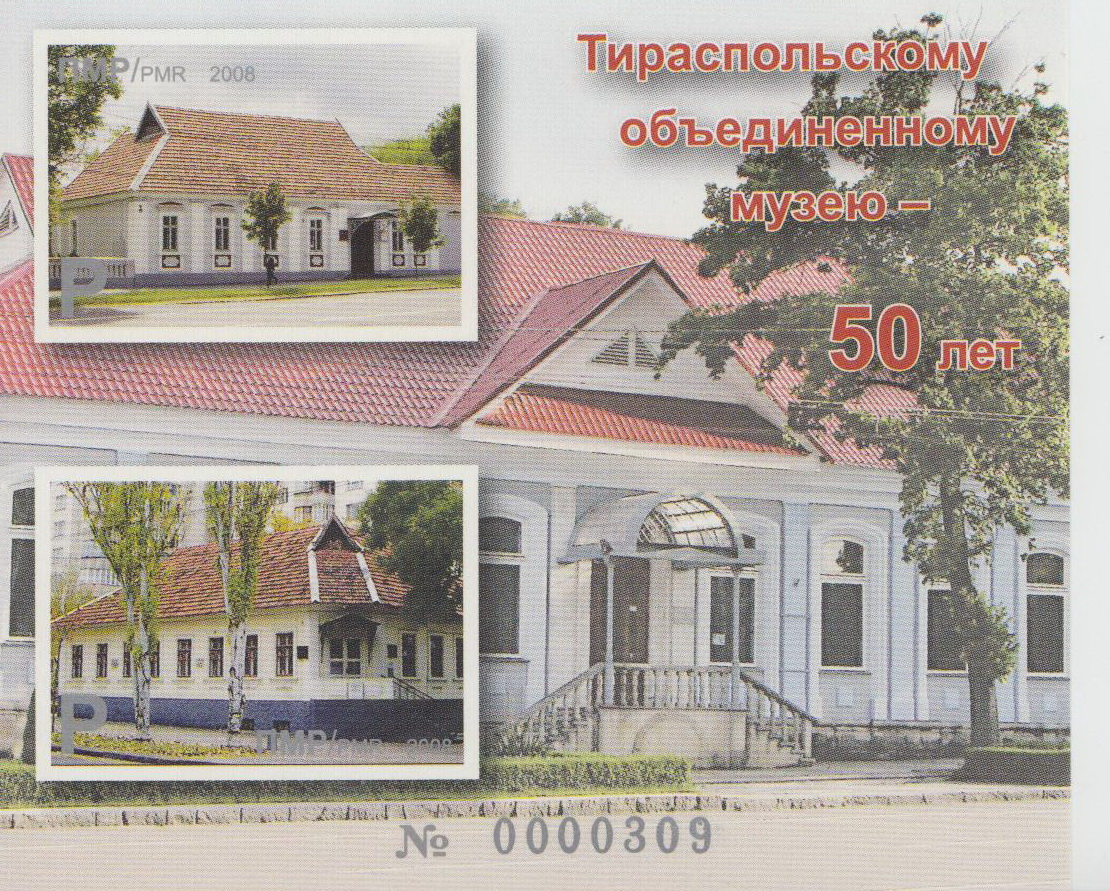
Поштова марка, випущена до 50-річчя Тираспольського об'єднаного музею

Тираспольський об'єднаний музей заснований 8 травня 1958 наказом Міністерства культури Молдавської РСР.
Музей змінив кілька будівель, усі вони були знесені та, як правило, були історичними пам'ятками.
Зараз музей розташовується в будівлі колишніх Дворянських зборів, у яких проходили перші з'їзди Рад Тираспольського повіту.
Експозицію з історії міста та Придністровської Молдавської Республіки, столицею якої є місто Тирасполь, представляють експозиції та стаціонарні виставки:
- «Республіку славимо, яка є…», що відбиває етапи створення, захисту та життєдіяльності Придністровської Молдавської Республіки;
- «Пам'яті захисників Придністров'я», що розповідає про загиблих тираспольців, учасників збройного конфлікту Республіки Молдова та Придністровської Молдавської Республіки;
- «Тираспольці — Великій Перемозі», що відкрилася до 65-річчя Перемоги у Великій Вітчизняній війні;
- «Тирасполь: історія, традиція, люди», що відбиває історію міста до. XVIII — н. XX ст.

За адресою вул. «Правди»[уточнити], 4 є відділ природи.
Фонди музею включають близько 100 тисяч експонатів, які мають наукову та історичну цінність. Поліетнічний склад населення яскраво відображений в етнографічних колекціях (одяг, знаряддя праці, предмети побуту, декоративно-ужиткове мистецтво тощо). Особлива цінність21[джерело?] археологічної колекції — антропоморфна стела скіфського часу. Щороку музей відвідують близько 50 тисяч осіб.21[джерело?]
Унікальні21[джерело?] колекції предметів учених М. Д. Зелінського, засновника російської школи хіміків-органіків, видного вченого-мікробіолога, бактеріолога Л. О. Тарасевича, народного артиста СРСР Ю. й Шумського, уродженців Тирасполя Героїв Радянського Союзу: генерал-лейтенанта В. О. Бочковського, полковників Г. Г. Чернієнка, С. І. Полецького, П. А. Щербинки та підполковника М. А. Павлоцького.

## Структура
Музей складається з п'яти музеїв:
- Історико-краєзнавчий музей,
- Тираспольська картинна галерея,

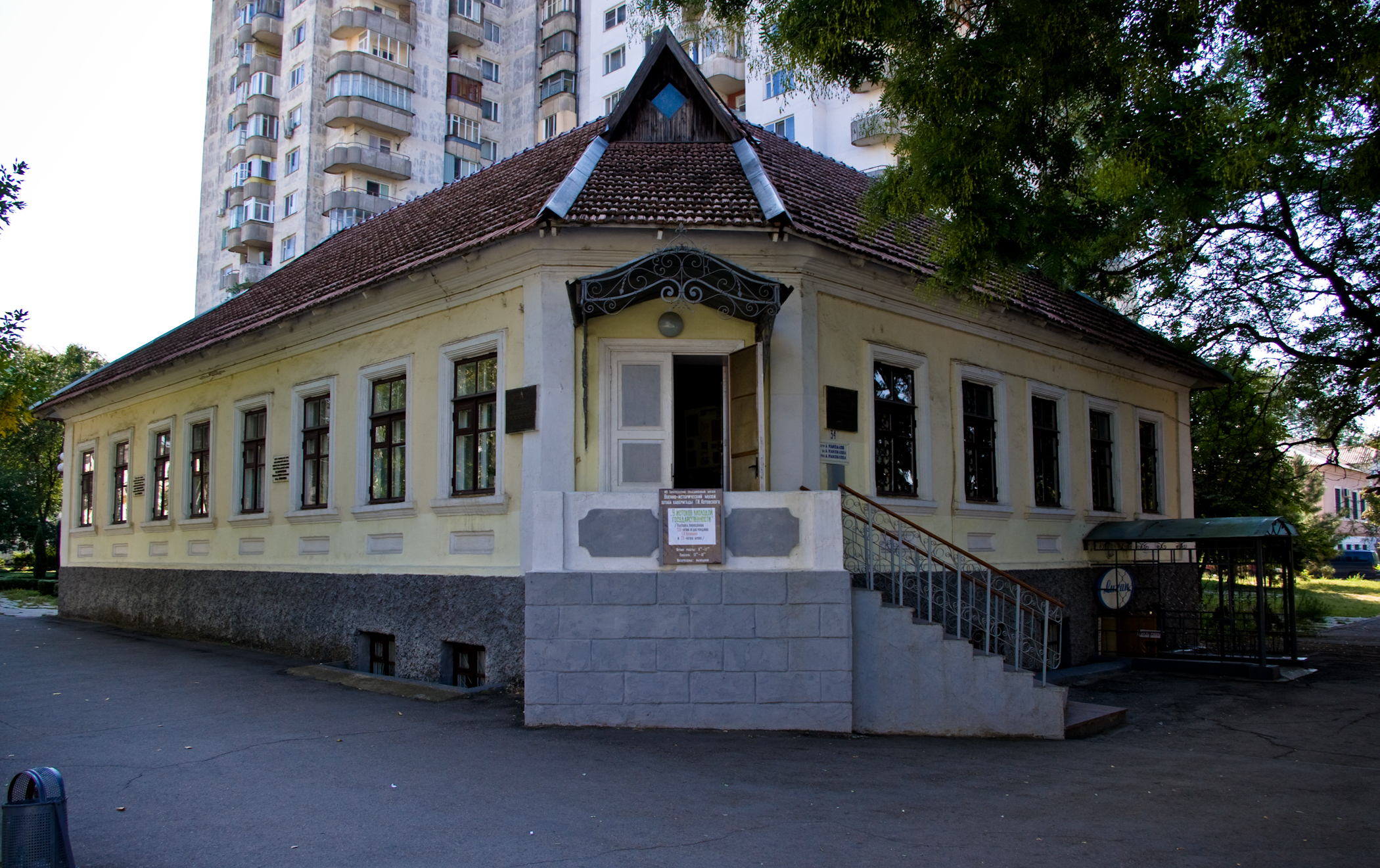
Музей ім. Г. І. Котовського

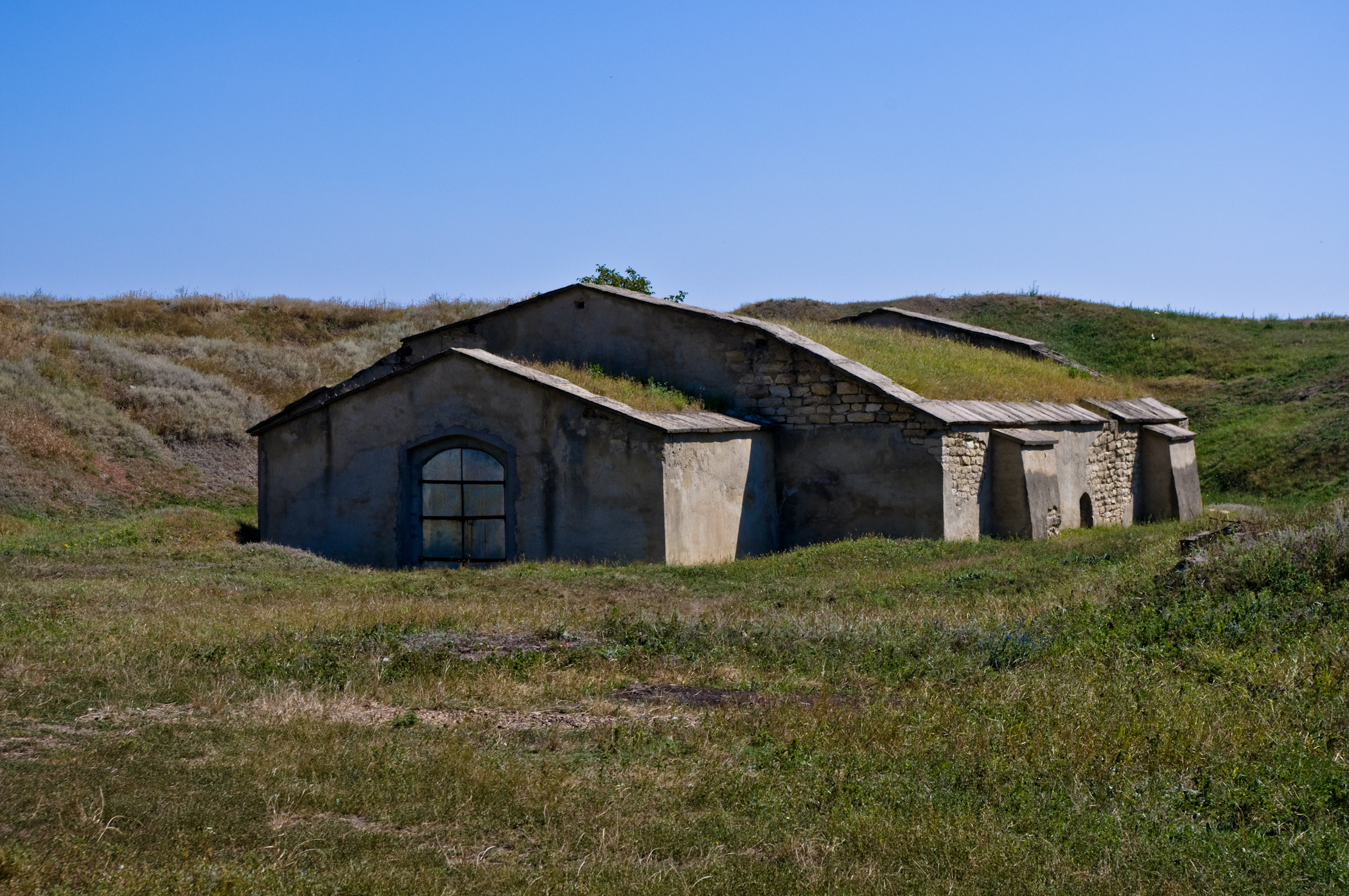
Тираспольська фортеця

- Меморіальний будинок-музей М. Д. Зелінського,
- Воєнно-історичний музей штаба кавалерійської бригади Г. Котовського
- Музей історії Тираспольської фортеці.

## У філателії
У 2008 році, до 50-річчя Тираспольського об'єднаного музею ДУП «Марка Придністров'я» випустило ювілейну серію поштових марок. На марках зображені найцікавіші та найцінніші експонати музею — наприклад, археологічні знахідки — вази та глеки, походження яких історики відносять II—III століттям до нашої ери. Дизайн марок розробив директор «Марки Придністров'я» Євген Котенко, матеріали надав сам музей-ювіляр. Наклад кожної марки 330 штук.
Спеціальне гасіння ювілейної серії поштових марок пройшло ювілейним штемпелем 18 травня 2008 р. — у Міжнародний день музеїв.